# Buritirana
Buritirana – miasto i gmina w Brazylii, w Regionie Północno-Wschodnim, w stanie Maranhão.  
Ma powierzchnię 818,4 km². Według danych ze spisu ludności w 2010 roku gmina liczyła 14 784 mieszkańców, a gęstość zaludnienia wynosiła 18,06 osób/km². Dane szacunkowe z 2019 roku podają liczbę 15 430 mieszkańców. 
Buritirana graniczy od północy i zachodu z gminą Senador La Rocque, od wschodu z Amarante do Maranhão, a od południa z Montes Altos, Governador Edison Lobão i Davinópolis.
W 2017 roku produkt krajowy brutto per capita wyniósł 5912,48 reali brazylijskich.
Gminę utworzono w 1994 roku, wcześniej tereny te administracyjnie były przynależne do gminy João Lisboa.